# 穆爾維茨科格爾山

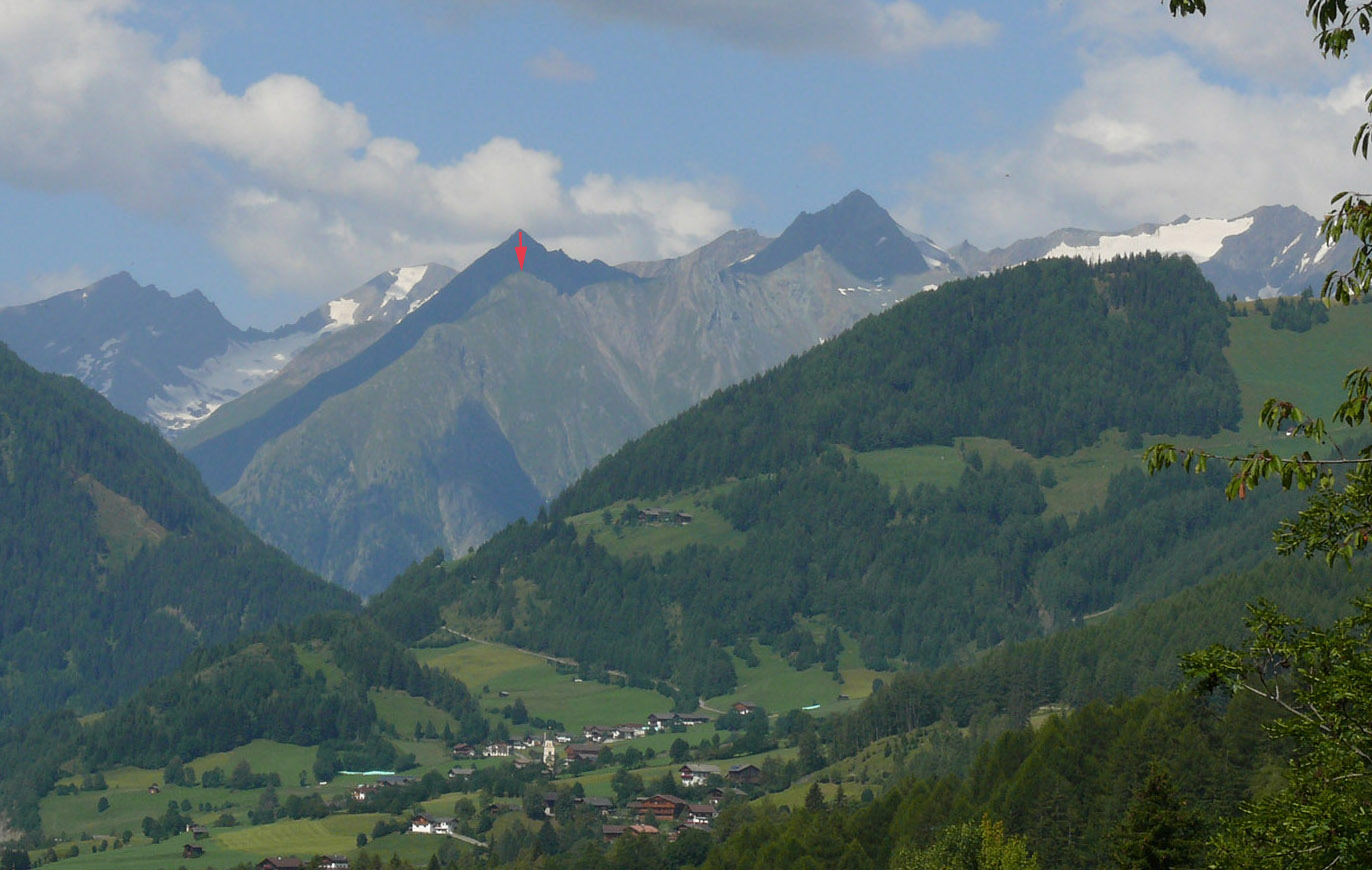

47°1′18″N 12°17′40″E / 47.02167°N 12.29444°E
穆爾維茨科格爾山（德語：Mullwitzkogel），是奧地利的山峰，位於該國西部，由蒂羅爾州負責管轄，屬於維內迪傑山脈的一部分，處於大韋內迪格山麓普雷格拉滕，海拔高度2,767米。